# شبوویتسه
شبوویتسه (به لهستانی:  Szybowice) یک روستا در لهستان است که در گمینا پرودنگک واقع شده‌است. شبوویتسه ۱٬۰۶۴ نفر جمعیت دارد.